# Уильямс, Уолтер
Уолтер Уильямс (1864—1935) — американский журналист. Внёс большой вклад в становление журналистики как профессии, первым основал школу журналистики при Миссурийском университете. Его нередко называют «Отцом журналистского образования». Автор Креда журналиста.

## Биография
Рано осиротел и оставил школу. В двадцать лет начал работать редактором. Сделал карьеру в журналистике и в начале XX века уже много путешествовал по разным странам мира, публикуя репортажи. Когда его попытки создать школу журналистики, встречавшие противодействие адептов их (журналистов) традиционной подготовки наконец увенчались успехом в сентябре 1908 года, возглавил её сам. Программа школы Уильямса при Университете Миссури вскоре была заимствована другими подобными школами, которые начали появляться в США. Однако пионер журналистского образования беспокоился, смогут ли они удержать высокий профессиональный стандарт, свойственный ей, который стали называть Mizzou. Желая не допустить этого, он написал своё Кредо журналиста.
В 1915 году был избран президентом Конгресса прессы Мира (англ. Press Congress of the World) и в 1921 провёл его сессию в Гонолулу. Читал лекции в Китае, посетив Яньцзинский университет для открытия там факультета журналистики. В 1930 учредил в Миссури медаль за успехи в журналистике и написал Missouri, Mother of the West в соавторстве с Флойдом Кельвином Шумейкером англ. Floyd Calvin Shoemaker. Затем Уолтер Уильямс был членом совета Пулитцеровской премии.

## Признание и память
Уолтер Уильямс никогда не посещал колледжа, но, в знак признания своих заслуг, получил почётные степени от нескольких колледжей и университетов из разных штатов США, а также стал членом Братства Акации.
В его честь были названы здание кампуса, принявший участие во Второй мировой войне транспорт типа «Либерти», несколько групп и объединений студентов и выпускников.